# SŽD-Baureihe ТГ102
Die Lokomotiven der SŽD-Baureihe ТГ102 (deutsche Transkription TG 102) der Sowjetischen Eisenbahnen (SŽD) sind breitspurige Diesellokomotiven mit dieselhydraulischer Kraftübertragung vorrangig für den gemischten Dienst.

## Geschichte
Die Lokomotive entstand 1959 aus den Erfahrungen mit der Prototyplokomotive SŽD-Baureihe ТГ100, die 1959 von der Lokomotivfabrik Luhansk entstand. Als Folge der Erprobung dieser Maschine entstand die 4.000 PS - Zweisektions-Lokomotive der Reihe TG 102. Die Lokomotivfabrik Luhansk stellte sie ebenfalls mit hydrodynamischer Kraftübertragung als Prototyp mit der Bezeichnung ТГ102.001 her. Die Lokomotive wurde für den universellen Streckendienst mit der Höchstgeschwindigkeit von 120 km/h vorgesehen.
Nach der erfolgreichen Erprobung wurde die Lokomotive von der Lokomotivfabrik Leningrad und der Diesellokfabrik Ljudinowo in einer Stückzahl von 79 Maschinen hergestellt. Unter der Beibehaltung der Grundkonzeption von vier Dieselmotoren mit je 1.000 PS entstanden mehrere Unterbauarten: so wurde einmal das hydraulische Getriebe L 60 im Drehgestell eingebaut, bei einer anderen Variante wurde dasselbe Getriebe im Lokomotivrahmen montiert, dann wurde das Getriebe L 217 in beiden Einbauvarianten verwendet, und zum Schluss wurde in der ТГ102K das vereinheitlichte Strömungsgetriebe UGP-700-1200 der Maschinenfabrik Kaluga eingesetzt. Die letzte Variante wurde von der SŽD fahrdynamisch und leistungstechnisch untersucht und brachte gute Ergebnisse.
Mit dieser Maschine wurde der Versuch unternommen, eine Alternative zu den dominierenden dieselelektrischen Lokomotiven zu schaffen. Obwohl sie von ihre Achslast nur 500 kg geringer war als die der weit häufigeren SŽD-Baureihe ТЭ3, brachte es sie auf einen jahrzehntelangen Einsatz in den verschiedensten Diensten, wahrscheinlich wegen ihrer Höchstgeschwindigkeit von 120 km/h. Nach im Internet gefundenen Angaben war sie vorrangig im Raum Leningrad und Georgien beheimatet. Aus ihren angestammten Diensten wurde sie ab Ende der 1970er Jahre von den SŽD-Baureihe ТЭ3 bzw. 2M62 verdrängt. Trotzdem waren um die Jahrtausendwende noch einige Fahrzeuge im Einsatz, was für ihre Robustheit spricht.
Die ТГ102.153 und 169 sind erhalten geblieben.

## Technische Beschreibung
Die Lokomotive ist als Doppellokomotive aus zwei gleichen Lokomotivhälften aufgebaut. Jede Lokomotivhälfte ist gegliedert in den stirnseitigen Führerstand, den dahinterliegenden Einstiegsbereich, die Maschinenanlage und die Rückseite mit dem durch eine Tür abgetrennten Faltenbalg zum Übergang zur anderen Lokhälfte.
Der Lokomotivrahmen stützt sich auf jedem Drehgestell über vier Gleitstücke ab. Zur Übertragung der horizontalen Kräfte dienen die am Rahmen angebrachten Drehzapfen, die in die außermittigen Drehpfannen jedes Drehgestells eingreifen. Diese Konstruktion wurde gewählt um für die Gelenkwelle zwischen den im Hauptrahmen gelagerten Dieselmotor und den im Drehgestellrahmen gelagerten Strömungsgetriebe günstige Übertragungsbedingungen, besonders bei Bogenfahrt, zu schaffen.
Der Dieselmotor ist eine Weiterentwicklung von dem der SŽD-Baureihe ТГ100. Gegenüber diesem konnte die Leistung auf 1.000 PS bei 1.500 min−1 gesteigert werden. Bei dem Dieselmotor ist bemerkenswert, dass er aufgrund der Verwendung von Aluminium für das Motorgehäuse und die Ölwanne lediglich 1.800 kg Masse hat. Der Dieselmotor treibt das in seiner Nähe liegende Strömungsgetriebe an. Das Getriebe L 60 ist ein Zweiwandlergetriebe.
Wächter und Anzeigeelemente überwachten die Antriebsanlage automatisch. Die Steuerung der vier Dieselmotoren wurde vom jeweils besetzten Führerstand aus vorgenommen. Zur Leistungseinstellung besaß der Fahrschalter 16 Fahrstufen.